# Organisch psychosyndroom
Organisch Psychosyndroom door Solventen (OPS), ook wel schildersziekte genoemd naar een beroepsgroep die een groter risico op de aandoening loopt, is de verzamelnaam voor ziekteverschijnselen (een syndroom) die mensen kunnen oplopen als zij langdurig met organische oplosmiddelen (solventen) in contact zijn geweest. De stoffen komen via de huid of door inademing in het lichaam terecht. Bekende organische oplosmiddelen zijn: tolueen, xyleen, benzeen, styreen, terpentine, hexaan, thinner, wasbenzine, ether en alcohol. Zij worden vanwege hun vluchtigheid en vetoplossend vermogen veel gebruikt in bijvoorbeeld ontvettingsmiddelen, verven, beitsen, lijmen, autolakken en verdunningsmiddelen. In de angelsaksische wereld wordt het syndroom ook wel aangeduid met de termen organic solvent neurotoxicity of chronische toxische encefalopathie (CTE).
Vanwege deze ziekte zijn veel verfsoorten niet meer toegestaan en worden ze vervangen door wateroplosbare varianten. Daardoor is sindsdien het aantal patiënten met deze aandoening in Europese landen - met uitzondering van Finland - sterk afgenomen.

## Ziekteverschijnselen
Kortdurende blootstelling aan een hoge concentratie oplosmiddel kan leiden tot misselijkheid, hoofdpijn, duizeligheid en hartkloppingen. De klachten verdwijnen vaak snel nadat de werkzaamheden zijn beëindigd. Bij regelmatige blootstelling aan organische oplosmiddelen kan men blijvende schade aan het zenuwstelsel oplopen en onherstelbare stoornissen van de hersenfuncties. Essentiële kenmerken voor mensen die lijden aan het OPS:
- Slechte receptiviteit
- Slecht (kortetermijn)geheugen
- Gedesorganiseerd denken
- Slecht logisch redeneren

De bovenste kenmerken manifesteren zich als volgt:
- Zwak en negatief zelfbeeld
- Verstoord tijdsbesef
- Zwakke concentratie
- Moeilijk kunnen (samen)werken volgens aangewezen routine
- Snelle wisseling van stemming
- Mogelijk vermoeidheidsverschijnselen

Onderzoek van het Academisch Medisch Centrum (AMC) in Amsterdam heeft aangetoond dat de ziekte gepaard gaat met afwijkingen in het hersenweefsel. Hierbij worden vooral hersendelen die een rol spelen bij het verwerken van nieuwe informatie alsook hersendelen die een rol spelen bij het reactievermogen getroffen. De ziekte tast het zenuwstelsel aan met lichamelijke en psychische klachten tot gevolg. Zowel voor de omgeving als de patiënt is de ziekte zeer belastend en wordt vaak verkeerd ingeschat. OPS kan men het best vergelijken met een dementie.

## Behandeling
Een behandeling van deze ziekte is niet mogelijk. De opgelopen gezondheidsschade kan niet worden hersteld.

## Risicofactoren
- Aanwezigheid van het afwijkende gen CYP2E1(c1/c2) verhoogt de kans op OPS vermoedelijk met een factor 6 en wordt aangetroffen bij 1% van de (Nederlandse) bevolking. Het afwijkende CYP2E1(c1/c2)-gen veroorzaakt in het lichaam de afwezigheid van bepaalde functionele gif-afbrekende enzymen.
- Daarentegen vermindert de kans op OPS bij aanwezigheid van het afwijkende gen GST-P1(C/AB) vermoedelijk met een factor 3. Dit gen is aanwezig bij 4% van de (Nederlandse) bevolking.

Het AMC-onderzoek van Visser c.s. liet als eerste een direct verband zien tussen de mate van blootstelling aan schadelijke stoffen, veranderingen in het hersenweefsel en OPS-symptomen.

## Stadia
Om het verloop van het syndroom te omschrijven wordt de "WHO-classificatie" toegepast.
Daarin worden de volgende typen onderkend:
- Type I Neurastheen syndroom. Dit zijn vage welzijnsklachten, een ziektetoestand gekenmerkt door sterke geestelijke en lichamelijke vermoeidheid en grote prikkelbaarheid. De klachten in dit stadium worden niet of nauwelijks ontdekt.
- Type IIA Blijvende veranderingen in persoonlijkheid en het gevoelsleven. Te meten anatomische defecten in de hersenen.
- Type IIB Aantasting van leerfuncties
- Type III Dementie; vroegtijdige dementie is dikwijls het eindstadium